# 赤卫军村区 (别尔哥罗德州)
赤卫军村区（俄语：Красногвардейский район）是俄罗斯联邦别尔哥罗德州下辖的一个区，其行政中心为比留奇。据2016年统计，该区的人口为37527人。